# Lucy d'Escoffier Crespo da Silva
Lucy d'Escoffier Crespo da Silva (2 settembre 1978 – Cambridge, 19 novembre 2000) è stata un'astronoma statunitense di origini brasiliane.
Il Minor Planet Center le accredita la scoperta dell'asteroide 96747 Crespodasilva effettuata il 16 agosto 1999, poi dedicatole postumo.